# Escuela Preparatoria Milby
La Escuela Preparatoria Charles H. Milby (Charles H. Milby High School) es una escuela preparatoria (high school) en el distrito East End de Houston, Texas. Es una parte del Distrito Escolar Independiente de Houston (HISD por sus siglas en inglés). Sirve a los barrios de: Pecan Park, Harrisburg, y Manchester.
La preparatoria Milby abrió en el marzo de 1926, reemplazando la Harrisburg High School. En 1997 la preparatoria Milby, que tenía 3.600 estudiantes, era la preparatoria más grande de HISD y una de las preparatorias más grandes en Texas.
La academia de petróleo de Milby abrió en 2008. Halliburton donó $ 27 millones para proporcionar software de geociencia e ingeniería, y Shell Oil Company donó computadoras portátiles en conjunto un valor de $115.000. La primera clase de la academia de petróleo se graduó en 2011.